# 에스피엘주식회사
에스피엘주식회사(영어: SPL Co. Ltd., 약칭: SPL)는 2004년에 설립된 SPC그룹의 빵류 제조업체로 빵 반죽을 비롯한 완제품 빵, 빙과, 커피, 찹쌀떡, 식빵, 샌드위치 등을 생산 중이다. 화섬식품노조SPC지회에서는 파리바게트 매장에 납품되는 반죽의 80% 이상을 이곳에서 생산한다고 주장한다.
2022년 SPC로지스틱스에서 SPL로 사명을 변경하였다.

## 연혁
- 2000년 4월: 법인 설립
- 2004년 10월: 평택 공장 완공
- 2004년 11월: 생산 시작
- 2010년 8월: 빵류 전품목 HACCP 인증 취득
- 2011년: 아이스크림류 HACCP 인증 취득
- 2017년: 전체 12종류의 HACCP 인증 취득